# Villa Ocampo
Villa Ocampo – miasto w Argentynie w prowincji Santa Fe.
W 2010 roku miasto liczyło 15,0 tys. mieszkańców.